# سیارک ۱۸۱۸۹
سیارک ۱۸۱۸۹ (به انگلیسی: 18189 Medeobaldia، نامگذاری:2000QN82) هجده هزار و صد و هشتاد و نهمین سیارک کشف شده‌است که در ۲۴ اوت ۲۰۰۰ کشف شد.
قدر مطلق سیارک برابر ۱۸.۶ است.